# Perutýn paprsčitý
Perutýn paprsčitý (Pterois radiata) je živočich z rodu perutýnů obývající oblast Indo-Pacifiku od Rudého moře a Jihoafrické republiky po souostroví Rjúkjú, Společenské ostrovy a Novou Kaledonii, přičemž je nejhojnější v Rudém moři, zatímco ve zbytku oblasti je spíše vzácný. Žije v hloubkách do 30 metrů, na útesech a v lagunách.
Běžné dorůstá délky 20 cm, nejvýše 24 cm. Je dravý a živí se zejména kraby a korýši, ale nevyhýbá se ani kanibalismu. Je aktivní v noci a nemá přirozené nepřátele.